# Orthocladius leucolabis
Orthocladius leucolabis är en tvåvingeart som först beskrevs av Jean-Jacques Kieffer 1915.  Orthocladius leucolabis ingår i släktet Orthocladius och familjen fjädermyggor.
Artens utbredningsområde är Danmark. Inga underarter finns listade i Catalogue of Life.